# Новая Чигла
Новая Чигла — село в Таловском районе Воронежской области. Административный центр Новочигольского сельского поселения.

## История
В Средние века и отчасти в Новое время здесь простиралось Дикое поле. В 1699 году на берегу Битюга, близ устья р. Чиглы (приток Битюга), возникло постоянное поселение Чиглянск-Чигла. Позднее по берегам притоков Битюга образовался целый куст сёл и деревень. 
В 1746 году выходцы из 30 русских деревень Хатунской волости, Московского уезда: д. Протасово, д. Торбеево, д. Калягино , д. Грызлово, с. Хатунь, д. Сияново, д. Толбино, д. Залуги, с. Починки, д. Лапино, д. Барыбино, д. Тиняково, д. Антипино, д. Прудня, с. Каменища, д.  Альховка, д.Гридюкино, с. Кузмино, д. Агарино, д. Гритково, с. Талеж, с. Горки, д. Заволепитево, с. Мышинское, с. Ананьино, д. Кочевина , д. Бавыкино, д. Карпово, д. Галыгино, д. Попова, общим количеством 840 душ мужского пола, основали село Новая Чигла. Через какое-то время поселение у Битюга Чиглянск-Чигла стало называться Старой Чиглой, в противовес основанной хатунцами Новой Чигле.
До революции Новая Чигла была селом Бобровского уезда Воронежской губернии, в 32 верстах от уездного города, на речке Чиголке. Домов 1729, жителей 11748. 2 церкви, 2 училища, 3 ярмарки, с общим оборотом 150 тыс. руб.
В 1904 году в семье крестьян Новой Чиглы родился известный физик П. А. Черенков.
В годы Гражданской войны в России здесь шли кровопролитные схватки. Советская власть установилась в селе далеко не сразу — в этих краях орудовали повстанческие отряды А. С. Антонова и И. С. Колесникова. Село переходило из рук в руки 18 раз.
В 1930 году по Центрально-Чернозёмной области (ЦЧО) прокатилась волна коллективизации и связанных с нею репрессий. В самом конце 1930 года в Новой Чигле был «раскулачен» отец Павла Алексеевича Черенкова — Алексей Егорович Черенков. В 1931 году Алексея Егоровича судили и отправили в ссылку. Его обвинили в принадлежности к партии эсеров и в участии в «кулацкой» сходке 1930 года. 
Боевых действий в годы Великой Отечественной войны здесь не было. Женщины всю войну работали на полях.

## Население
| 1859 | 1897    | 1959  | 2002  | 2010  |
| ---- | ------- | ----- | ----- | ----- |
| 8439 | ↗12 365 | ↘7176 | ↘3020 | ↘2474 |

## Уличная сеть
| - ул. 8 Марта, - ул. Вольная, - ул. Заливная, - ул. Калинина, - ул. Карла Маркса, - ул. Комсомольская, - ул. Красина, - ул. Красная Заря, - ул. Красный Луч, - ул. Крупской, - ул. Ленинская, - ул. Лесная, | - ул. Луговая, - ул. М. Горького, - ул. Матросовская, - ул. Мичурина, - ул. Московская, - ул. Набережная, - ул. Народная, - ул. О. Махиновой, - ул. Октябрьская, - ул. Первомайская, - ул. Пионерская, - ул. Проезжая, | - ул. Пролетарская, - ул. Пугачева, - ул. Революции, - ул. Садовая, - ул. Свердлова, - ул. Светлая, - ул. Свободы, - ул. Сенная, - ул. Советская, - ул. Фрунзе, - ул. Центральная, - ул. Шепелева, | - пер. Ленинский, - пер. Московский, - проезд Буденного, - проезд Чапаева, - проспект Революции. |

## Русская православная церковь
В селе имеется Вознесенский храм с пятью колоколами, которые отлили на благотворительные средства уроженца села Ивана Зотова и при поддержке районной администрации. Самый большой колокол весит 100 килограммов, а их общая масса — более 200. По случаю установки колоколов в храме прошла торжественная служба, где и освятили новые благовесты. Над селом впервые за много лет раздался колокольный звон. Раньше звонницу составляли старые, не церковные колокола.
Старинное деревянное здание церкви планируется реконструировать пластиковой отделкой. Ранее церковь называлась Хихина церковь.

## Уроженцы
- Черенков, Павел Алексеевич - Нобелевский лауреат по физике.